# 北華盛頓 (愛荷華州)
北華盛頓（英語：North Washington）是一個位於美國愛荷華州奇克索縣的城市。

## 地理
北華盛頓的座標為43°06′59″N 92°24′55″W / 43.11639°N 92.41528°W，而該地的平均海拔高度為348米（即1142英尺）。

## 人口
根據2010年美國人口普查的數據，北華盛頓的面積為0.52平方千米，當中陸地面積為0.52平方千米，而水域面積為0.00平方千米。當地共有人口117人，而人口密度為每平方千米225人。